# Civilized Man (Joe Cocker)
Civilized Man è un album di Joe Cocker. Il CD, registrato nel 1984, è stato distribuito nello stesso anno, edito da Capitol Records.

## Tracce

### Lato A
1. Civilized Man (Richard Feldman, Pat Robinson) - 3:55
2. There Goes My Baby (Jerry Leiber, Mike Stoller, George Treadwell, Lover Patterson, Benjamin Nelson) - 3:47
3. Come On In (Bob Telson) - 3:48
4. Tempted (Chris Difford, Glenn Tilbrook) - 4:16
5. Long Drag off a Cigarette (Larry John McNally) - 2:35

### Lato B
1. I Love The Night (Troy Seals, Michael Reid) - 3:47
2. Crazy in Love (Randy McCormick, Even Stevens) - 3:51
3. A Girl Like You (Seals, Will Jennings) - 3:09
4. Hold On (I Feel Our Love Is Changing) (Joe Sample, Will Jennings) - 3:41
5. Even a Fool Would Let Go (Tom Snow, Kerry Chater) - 3:54

## Formazione
- Joe Cocker - voce
- Steve Lukather - chitarra elettrica
- Greg Phillinganes - sintetizzatore, pianoforte
- Reggie Young - chitarra
- David Paich - organo Hammond
- Nathan East - basso
- Jim Keltner - batteria
- Pete Bordonali - chitarra
- Randy McCormick - pianoforte, Fender Rhodes
- Starz Vanderlocket - percussioni
- Bob Telson - tastiera, organo Hammond, sintetizzatore
- Dann Huff - chitarra
- David Hungate - basso
- Jeff Porcaro - batteria
- Domenic Troiano - chitarra elettrica
- Bob Wray - basso
- James Stroud - batteria
- Dean Parks - chitarra
- Paulinho da Costa - percussioni
- Jon Goin - chitarra
- David Briggs - tastiera
- Larrie Londin - batteria
- Larry John McNally - chitarra acustica
- Randy Brecker - tromba
- Dave Bargeron - trombone
- Dave Tofani - sassofono tenore
- Jim Horn - sax alto
- Cissy Houston, Deirdre Tuck Corley, Bobbie Butler, Sam Butler Jr., James W. Carter, Frank Floyd, Zach Sanders, Julia Tillman Waters, Maxine Willard Waters, Luther Waters, Oren Waters - cori

Note aggiuntive
- Gary Katz - produttore
- Stewart Levine - produttore